# Avenue Pasteur (Bagnolet et Les Lilas)
Pour les articles homonymes, voir Avenue Pasteur.
L'avenue Pasteur est un des axes importants de Bagnolet et des Lilas.

## Situation et accès
L'avenue suit le tracé de la route départementale D 20A. Elle débute au carrefour de la rue des Frères-Flavien et de l'avenue du Docteur-Gley à Paris.
Au croisement de la rue de Noisy-le-Sec, elle entre sur le territoire de Bagnolet et garde le même nom.
Elle se termine au croisement de la rue Sadi-Carnot, dans l'axe de l'avenue de Stalingrad, ancienne partie de l'avenue Pasteur, renommée après-guerre.

## Origine du nom

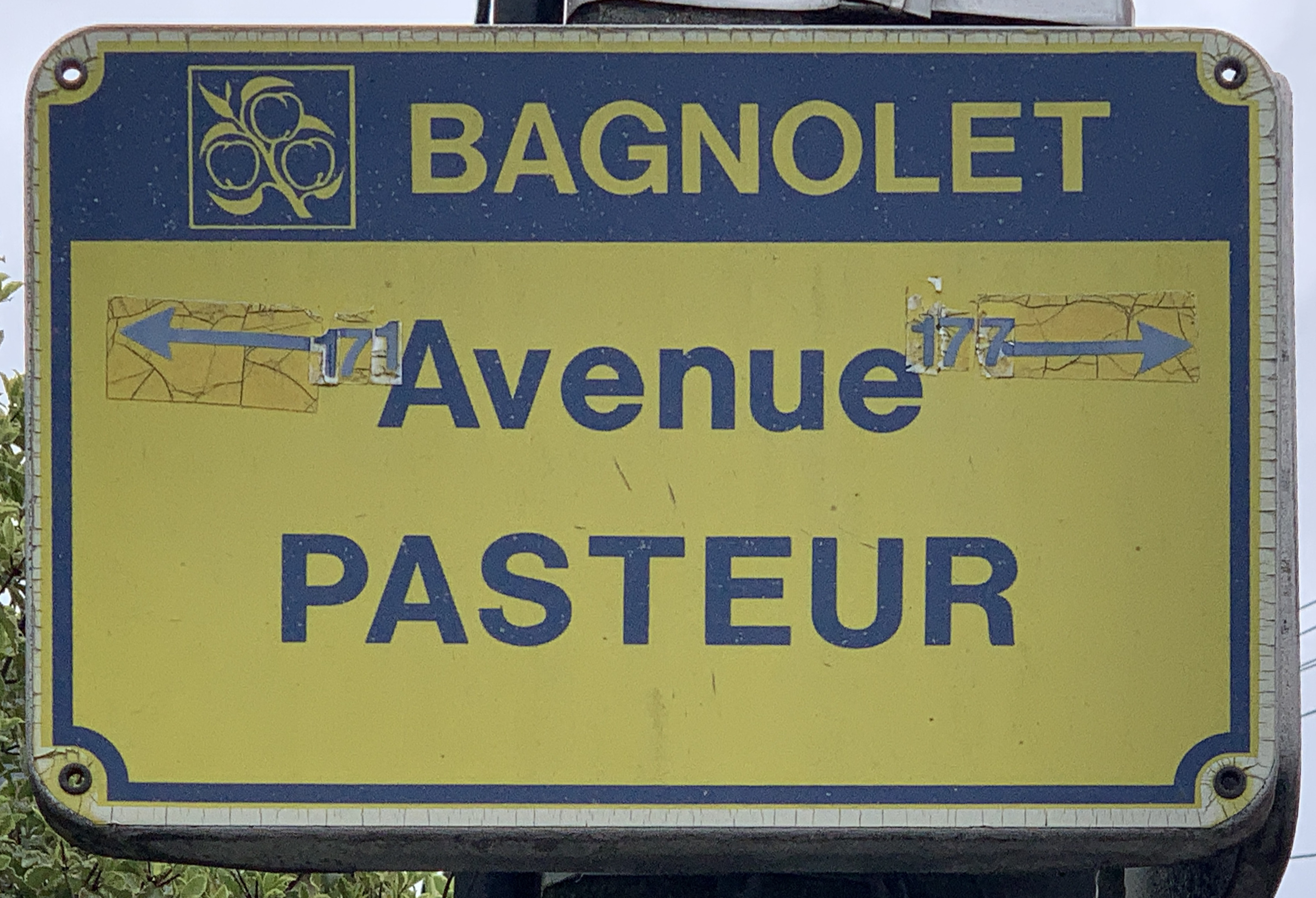
Plaque à Bagnolet.
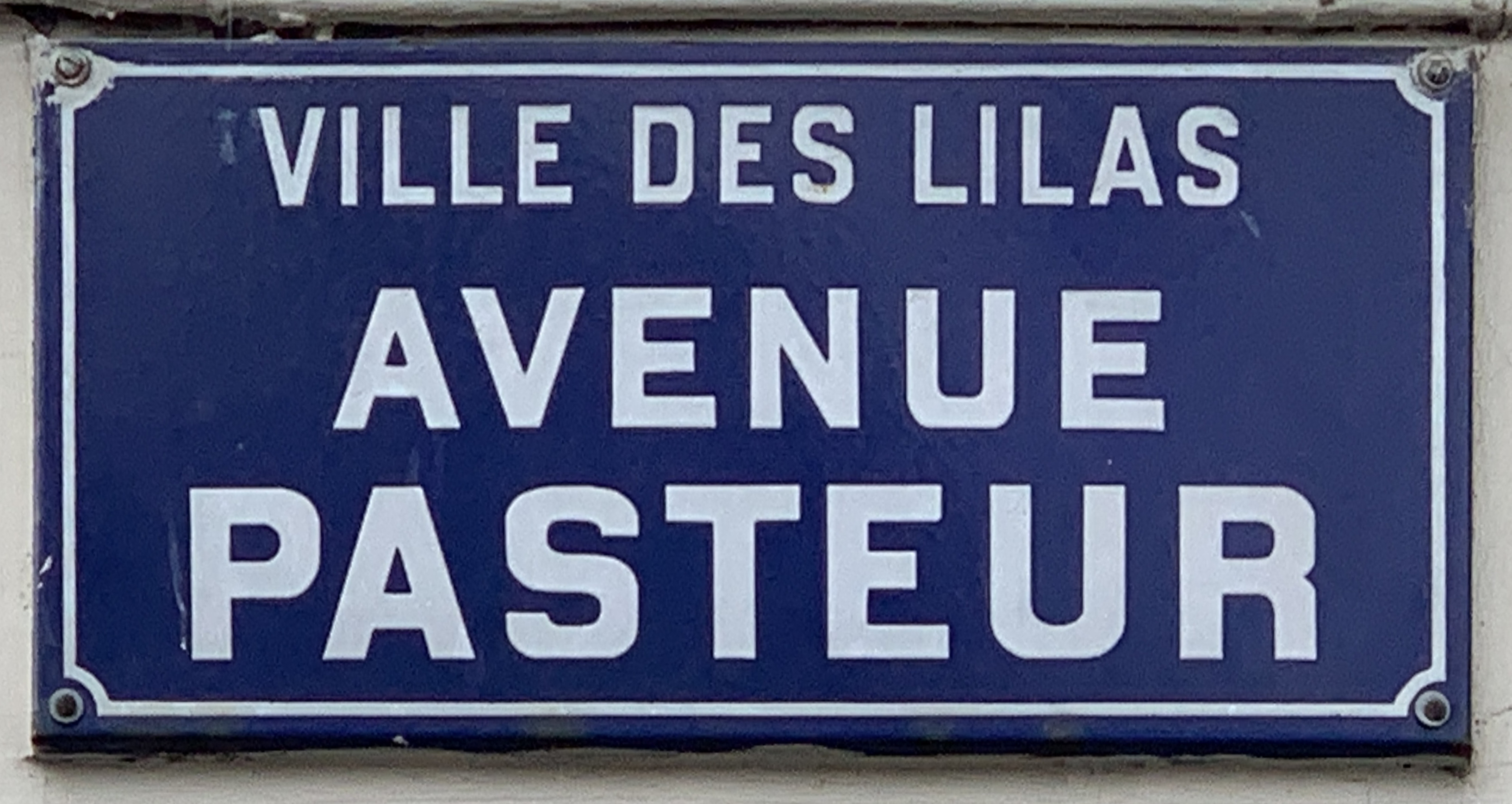
Plaque aux Lilas.

Elle est nommée ainsi en hommage à Louis Pasteur, médecin français.

## Historique

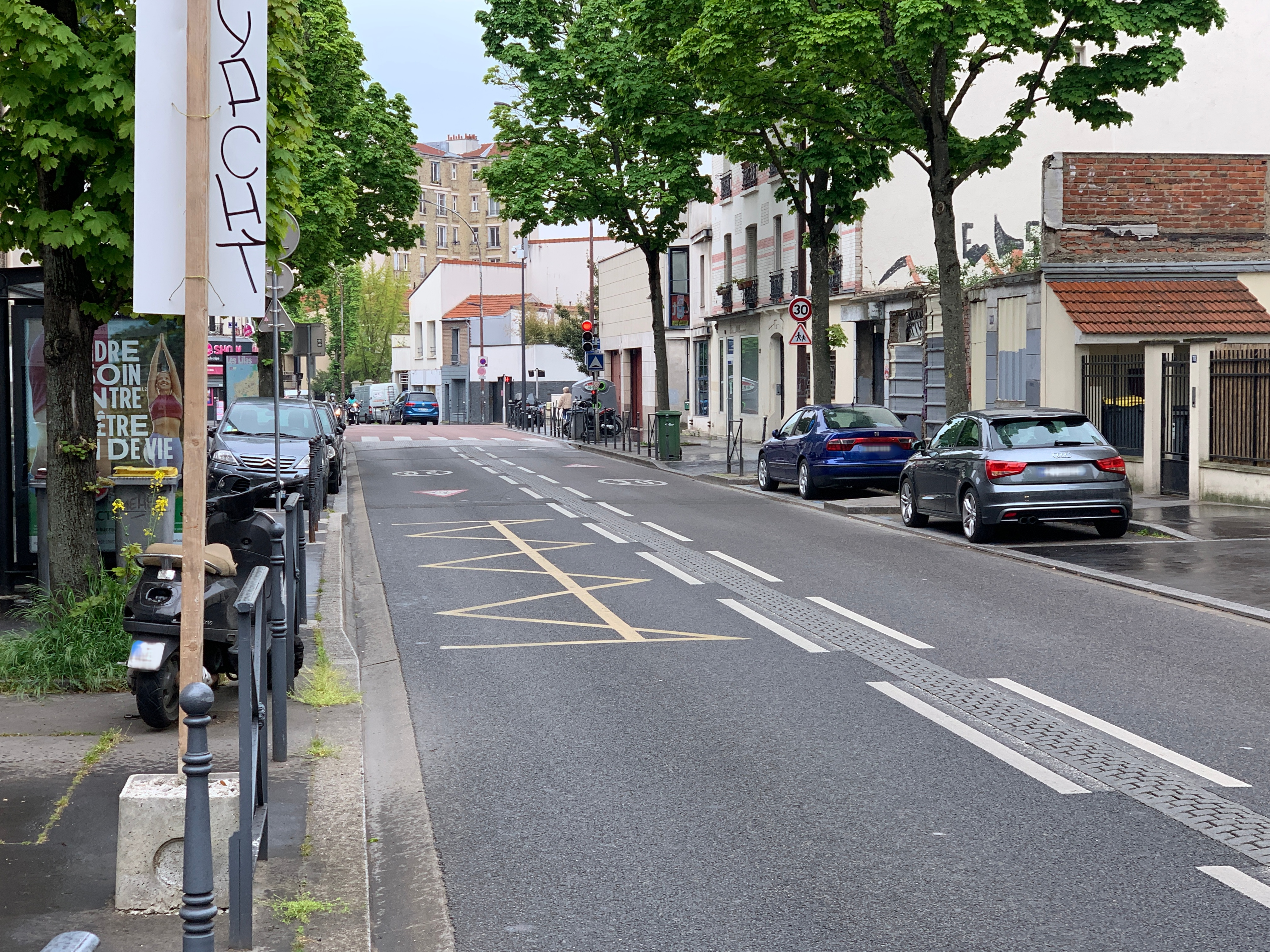
L'avenue aux Lilas en mai 2021.

L'avenue Pasteur fait l'objet d'un cliché de la série photographique 6 mètres avant Paris, réalisée en 1971 par Eustachy Kossakowski.

## Bâtiments remarquables et lieux de mémoire
- Cimetière Pasteur, ouvert en 1833.
- À l'angle de l'avenue Gambetta, le Parc du château de l'Etang[3], aujourd'hui Josette-et-Maurice-Audin. Cette glaisière, aujourd'hui asséchée, servait en partie à alimenter les fontaines du château de la duchesse d’Orléans, dont il ne reste aujourd'hui que le pavillon de l'Ermitage[4].